# Babken Ararktsyan
Babken Gurgenovich Ararktsyan (in armeno Բաբկեն Արարքցյան; Erevan, 16 settembre 1944 – 13 dicembre 2023) è stato un politico e matematico armeno, presidente dell'Assemblea Nazionale dell'Armenia dal 1991 al 1998.

## Biografia

### Carriera accademica
Laureatosi nel 1963 all'Università Statale di Yerevan, insegnò matematica all'Università Statale Lomonosov di Mosca fino al 1966. Fu poi professore associato di scienze fisiche e matematiche presso l'Istituto di matematica dell'Accademia delle scienze dell'Unione Sovietica con oltre trenta articoli scientifici pubblicati.
Tra il 1968 ed il 1971 lavorò presso il Centro computer dell'Accademia delle Scienze, fino al 1975 presso il Centro di matematica della stessa e quindi sino al 1977 presso il Centro di nuove tecnologie della RSS Armena.
Per venti anni, tra il 1970 ed il 1990, fu professore associato all'Università Statale di Yerevan.

### Carriera politica
Dal 1988 membro del Comitato Karabakh, nel dicembre del 1988 fu arrestato unitamente agli altri componenti e rimesso in libertà nel maggio successivo.
Nel 1990 e nel 1991 fu vice presidente del Soviet della RSS Armena e quindi, fino al 1995, presidente. In tale veste firmò l'Accordo di Biškek che segnò il cessate il fuoco della prima guerra del Nagorno Karabakh.
In quell'anno fu anche presidente del Soviet Supremo del mar Nero del quale era membro da due anni.
Tra il 1994 ed il 1995 fu presidente fondatore della Commissione Costituzionale del Soviet dell'Armenia e dal 1995 al 1998 presidente del parlamento dell'Armenia.
In quegli anni divenne membro del Movimento Nazionale Pan-armeno.
Nel 1998 fu a capo del Centro per la Democrazia e la Società Civile "Armat".